# Ricardo Balaca y Orejas-Canseco
Ricardo Balaca y Orejas-Canseco   (Lisboa, 31 de desembre de 1844 - Aravaca, 12 de febrer de 1880) va ser un pintor espanyol del segle xix.
Va néixer a Lisboa el 31 de desembre de 1844. Va ser fill del pintor José Balaca, llavors exiliat a Portugal. Germà de l'artista Eduardo Balaca.
Es formà amb el seu pare mentre va estar a Lisboa, Londres i París, i s'instal·la el 1850 a Madrid i es matricula a l'Acadèmia de Belles Arts de Sant Ferran amb Federico de Madrazo. Entre 1858 i 1866 va concórrer recurrentment a l'Exposició Nacional de Belles Arts amb dibuixos i pintures, especialment amb pintures d'història sobre batalles militars. Va assolir força reconeixement en aquests certàmens, destacant l'obra Josué aturant el sol. Balaca va ser mereixedor de diverses medalles i mencions honorífiques al llarg de la seva trajectòria a les exposicions. A més, també es va presentar altres certàmens, com l'Exposició Regional de Cadis de 1865, on va obtenir el primer premi, i la de Sevilla de 1871.
Balaca és un pintor situat entre la generació plenament romàntica i l'eclecticisme de segona meitat de segle. Va conrear el costumisme, el paisatge i el retrat. Són diversos els retrats que va fer, per exemple per a Amadeu I i Alfons XII d'Espanya, que en general es caracteritzen per l'ús d'un dibuix detallat i colorit brillant. També va ser reconegut per les escenes bèl·liques, caracteritzades per un intent notable de versemblança, sense exageracions i una gran riquesa de color i varietat de composició. Destaquen La batalla d'Almansa i Episodi de la batalla de Bailén, que van premiades, i adquirides per l'estat, a les exposicions nacionals de 1862 i 1864. Gràcies a la seva habilitat va rebre l'encàrrec d'acompanyar a Alfons XII el 1876 al nord durant la Tercera Guerra Carlina.
Va ser condecorat en vida amb la Creu de l'Orde de Carles III i la Creu del Mèrit Naval.

## Obres
Conservades al Museu del Prado:
- La batalla d'Almansa (1862)
- Episodi de la batalla de Bailén (1864)
- Autoretrat (ca. 1865)
- Luis González Martínez (ca. 1865) (en dipòsit al Museu de Jaén)[4]
- Santa Creu sobre les aigües (esbós) (ca. 1865) (en dipòsit al Museu de Jaén)[4]
- Autoretrat eqüestre (1870)
- Águeda Bouligny y Timoni (1871)
- Retrat de nena (ca. 1875)
- Retrat de nena (ca. 1875)
- Diverses figures amb un monjo (dibuix)

Altres obres:
- Retrat de Manuela Inocencia Serrano y Cerver, marquesa de Cerralbo (ca. 1859). Museu Cerralbo.[3]